# Maximiliano Caufriez
Maximiliano Caufriez (Mons; 16 de febrero de 1997), es un futbolista belga que juega en la posición de defensa para el F. C. Red Bull Salzburgo de la Bundesliga de Austria, cedido por el Clermont.

## Trayectoria
Caufriez nació y creció en Mons y es un jugador formado en las categorías inferiores del RAEC Mons, Anderlecht y Standard Liège.
En 2015, firmó por el Waasland-Beveren, con el que hizo su debut en la Pro League belga el 4 de abril de 2016 contra Mouscron.
El 29 de agosto de 2021, firmó con el F. C. Spartak de Moscú de la Premier League rusa. El 29 de mayo de 2022, ganó la Copa de Rusia.
El 29 de agosto de 2022, Caufriez fichó cedido por el Clermont de la Ligue 1 para la temporada 2022-23. 
El 27 de junio de 2023, Clermont compró sus derechos al F. C. Spartak de Moscú.
El 29 de agosto de 2024, tras sufrir el descenso de categoría, Caufriez fue cedido al Valencia Club de Fútbol de la Primera División de España durante una temporada por el conjunto francés.

### Internacional
Ha sido internacional con la Selección de fútbol sub-18, Sub-19 y Sub-21 belga. 

## Clubes
Actualizado al último partido disputado el 27 de octubre de 2024.
| Club                        | País    | Año             | Partidos | Goles |
| --------------------------- | ------- | --------------- | -------- | ----- |
| Waasland-Beveren            | Bélgica | 2015-2020       | 99       | 2     |
| Sint-Truidense              | Bélgica | 2020-2021       | 25       | 1     |
| F. C. Spartak de Moscú      | Rusia   | 2021-2023       | 26       | 0     |
| Clermont (cedido)           | Francia | 2022-2023       | 27       | 1     |
| Clermont                    | Francia | 2023-actualidad | 21       | 0     |
| Valencia CF (cedido)        | España  | 2024-2025       | 1        | 0     |
| Red Bull Salzburgo (cedido) | Austria | 2025-actualidad | 0        | 0     |

## Vida privada
Es primo del futbolista marroquí Selim Amallah.